# Santiago do Sul
Santiago do Sul es un municipio brasileño del estado de Santa Catarina. Tiene una población estimada al 2022 de 1 651 habitantes. Pertenece a la Región metropolitana del Extremo Oeste.

## Historia
En 1951 se instalaron las primeras familias en la localidad, 14 personas en total, el lugar entonces era llamado Barra Grande. La población se expandió en 1953, con la llegada de descendientes italianos cristianos, estos al construir la primera capilla cambiaron el nombre de la localidad a São Tiago.
El 3 de octubre de 1988 se creó el distrito de Santiago do Sul, del municipio de Quilombo. Se emancipó el 16 de abril de 1994.